# Zastava Republike Konga
Zastava Republike Kongo usvojena je 18. kolovoza 1958.
1970. zamijenjena je drugom, ali je 10. lipnja 1991. ponovno usvojena ova.
Na zastavi su panafričke boje, zelena, zlatna i crvena. Dijagonalno su raspoređene.